# Ordenança del Nord-oest

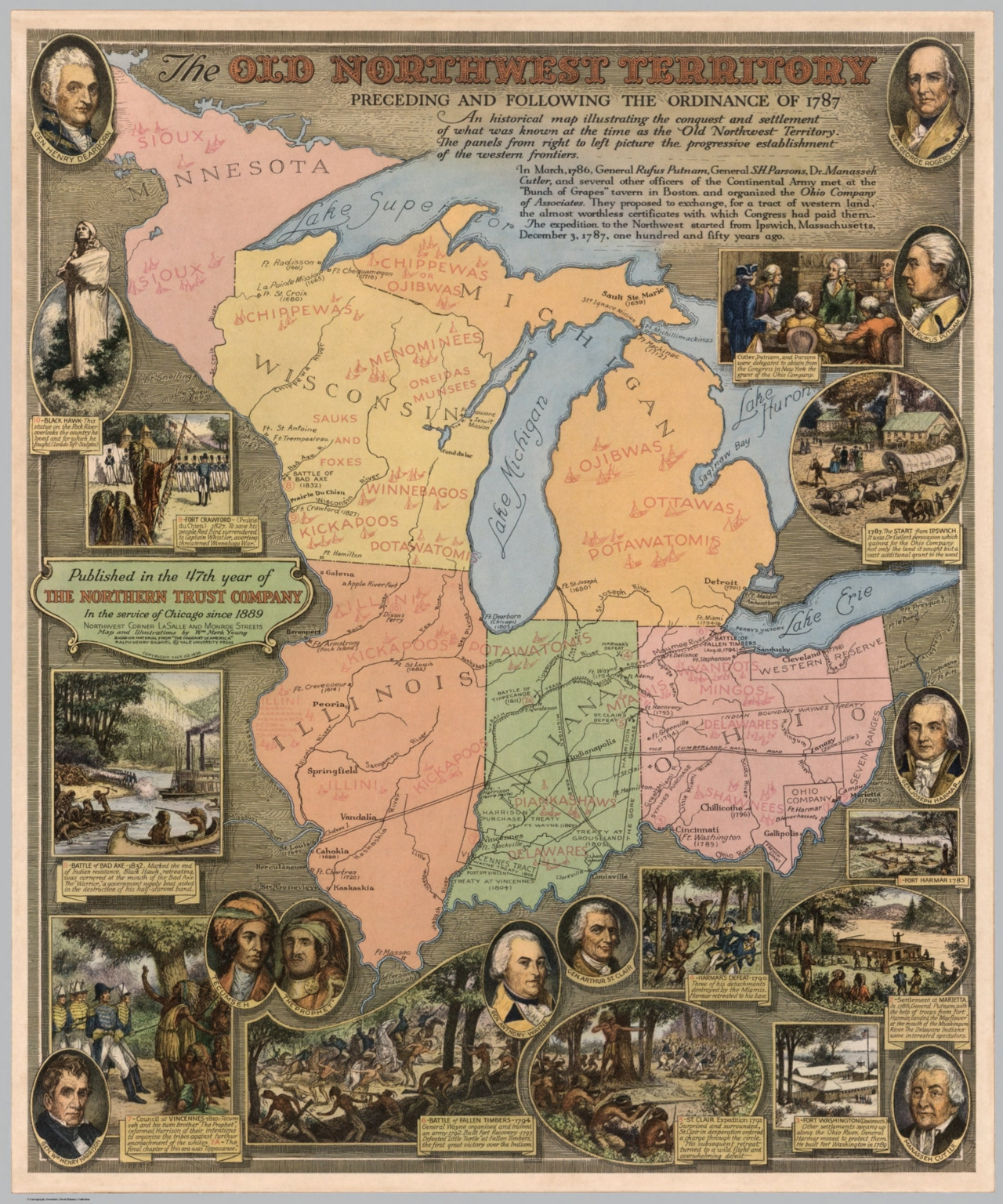
Els vells territoris del Nord-oest segons l'Ordenança de 1787

L'Ordenança del Nord-oest (formalment Ordenança per al Govern del Territori dels Estats Units al Nord-oest del riu Ohio, també coneguda com a Ordenança de 1787), promulgada el 13 de juliol de 1787, va ser una llei orgànica del Congrés de la Confederació dels Estats Units. La llei va crear el Territori del Nord-oest, que incloïa els territoris de la nova nació, limitats al nord pels Grans Llacs i pel riu Ohio al sud. El curs superior del riu Mississipi formava el límit occidental del territori i l'Estat de Pensilvània, la frontera oriental.
Al Tractat de París de 1783, que va posar fi formalment a la Guerra de la Independència, la Gran Bretanya va cedir aquesta regió als Estats Units. Tanmateix, el Congrés de la Confederació es va enfrontar a nombrosos problemes per obtenir el control de la terra, com ara el moviment no autoritzat de colons americans a la vall d'Ohio, la resistència violenta dels pobles indígenes de la regió i la presència de posicions avançades britàniques. Dissenyada per servir com a pla per al desenvolupament i l'assentament de la regió, l'Ordenança de 1787 no disposava d'un govern central fort per implementar-la. Aquesta necessitat es va abordar aviat amb la formació del govern federal dels Estats Units el 1789. El Primer Congrés va reafirmar l'ordenança de 1787 i, amb algunes modificacions, la va renovar amb l'Ordenança del Nord-oest de 1789.
És considerada una de les normes legislatives més rellevants aprovades pel Congrés de la Confederació, i va establir el precedent segons el qual el govern federal exerciria la sobirania i dirigiria l'expansió cap a l'oest mitjançant l'admissió de nous estats, en lloc de fer-ho a través de l'ampliació del territori i la sobirania dels estats ja existents, tal com preveien els Articles de la Confederació. També va fixar un precedent pel que fa a la gestió de les terres públiques nord-americanes. El Tribunal Suprem dels Estats Units va reconèixer la constitucionalitat de l'Ordenança del Nord-oest de 1789 en el cas Strader contra Graham, tot i que no en va estendre l'aplicació als estats un cop van ser admesos a la Unió.
La prohibició de l'esclavitud al territori va tenir l'efecte pràctic d'establir el riu Ohio com a divisòria geogràfica entre els estats esclavistes i els estats lliures, des dels Apalatxes fins al riu Mississipi, com una extensió de la línia Mason-Dixon. Amb tot, també va contribuir a ser l'escenari per als futurs conflictes polítics federals sobre l'esclavitud durant el segle XIX, fins a la Guerra Civil nord-americana.

## Context històric
El territori va ser adquirit per la Gran Bretanya a França després de la victòria britànica a la guerra dels Set Anys i en virtut del Tractat de París de 1763. La Gran Bretanya va prendre possessió d'Ohio, com es coneixia la seva part oriental, però pocs mesos després, el rei Jordi III en va prohibir tots els assentaments mitjançant la Proclamació Reial de 1763. La Corona intentava limitar l’expansió de les Tretze Colònies a l’espai comprès entre els Apalatxes i l’oceà Atlàntic, cosa que va generar tensions entre els colons que volien avançar cap a l’oest. L’any 1774, Gran Bretanya va annexionar la regió la Província del Quebec. Amb la victòria dels Patriotes a la Guerra d’Independència dels Estats Units i la signatura del Tractat de París de 1783, els Estats Units van reclamar el territori, així com les zones situades al sud de l’Ohio. Els territoris estaven subjectes a reclamacions dels estats de Massachusetts, Connecticut, Nova York i Virgínia, que es remuntaven a l’època colonial. Els britànics van continuar actius en algunes zones frontereres fins després de la Compra de Louisiana i de la Guerra de 1812.
La regió feia temps que era desitjada pels colons americans com a zona d’expansió. Els estats van ser encoratjats a resoldre les seves reclamacions gràcies a l’obertura de facto del territori per part del govern federal dels Estats Units després de la derrota de la Gran Bretanya. L’any 1784, Thomas Jefferson, com a delegat de Virgínia, va proposar que els estats renunciessin a les seves reclamacions particulars sobre totes les terres situades a l’oest dels Apalatxes i que aquesta àrea es dividís en nous estats de la Unió. La proposta de Jefferson de crear un domini federal mitjançant la cessió de terres occidentals per part dels estats derivava de propostes anteriors que es remuntaven a 1776 i dels debats sobre els Articles de la Confederació. Jefferson va proposar la creació de deu estats aproximadament rectangulars i va suggerir noms per als nous estats: Cherronesus, Sylvania, Assenisipia, Illinoia, Metropotamia, Polypotamia, Pelisipia, Washington, Michigania i Saratoga. El Congrés de la Confederació va modificar la proposta i la va aprovar com a Ordenança de Terres de 1784, que establia l'exemple que es convertiria en la base de l’Ordenança del Nord-oest tres anys més tard.
L'ordenança de 1784 va ser criticada per George Washington l'any 1785 i per James Monroe el 1786. Monroe va convèncer el Congrés perquè reconsiderés els límits proposats per als nous estats, i un comitè de revisió va recomanar derogar aquesta part de l’ordenança. Altres polítics van qüestionar el pla de l’ordenança de 1784 per organitzar els governs dels nous estats i van expressar preocupació pel fet que la seva mida relativament petita pogués debilitar el poder dels estats originals al Congrés. Altres factors, com la reticència dels estats situats al sud del riu Ohio a cedir les seves reclamacions occidentals, van provocar una reducció de l’abast geogràfic inicial.
Quan va ser aprovada a Nova York l'any 1787, l'Ordenança del Nord-oest reflectia la influència de Jefferson. Establia la divisió del territori en municipis traçats en forma de quadrícula, de manera que, un cop les terres fossin mesurades, es poguessin vendre a particulars i a companyies especulatives de terres. Això permetria generar una nova font d’ingressos per al govern federal i establir un patró ordenat per al futur assentament.

## Efectes de l'Ordenança

### Propietat de la terra

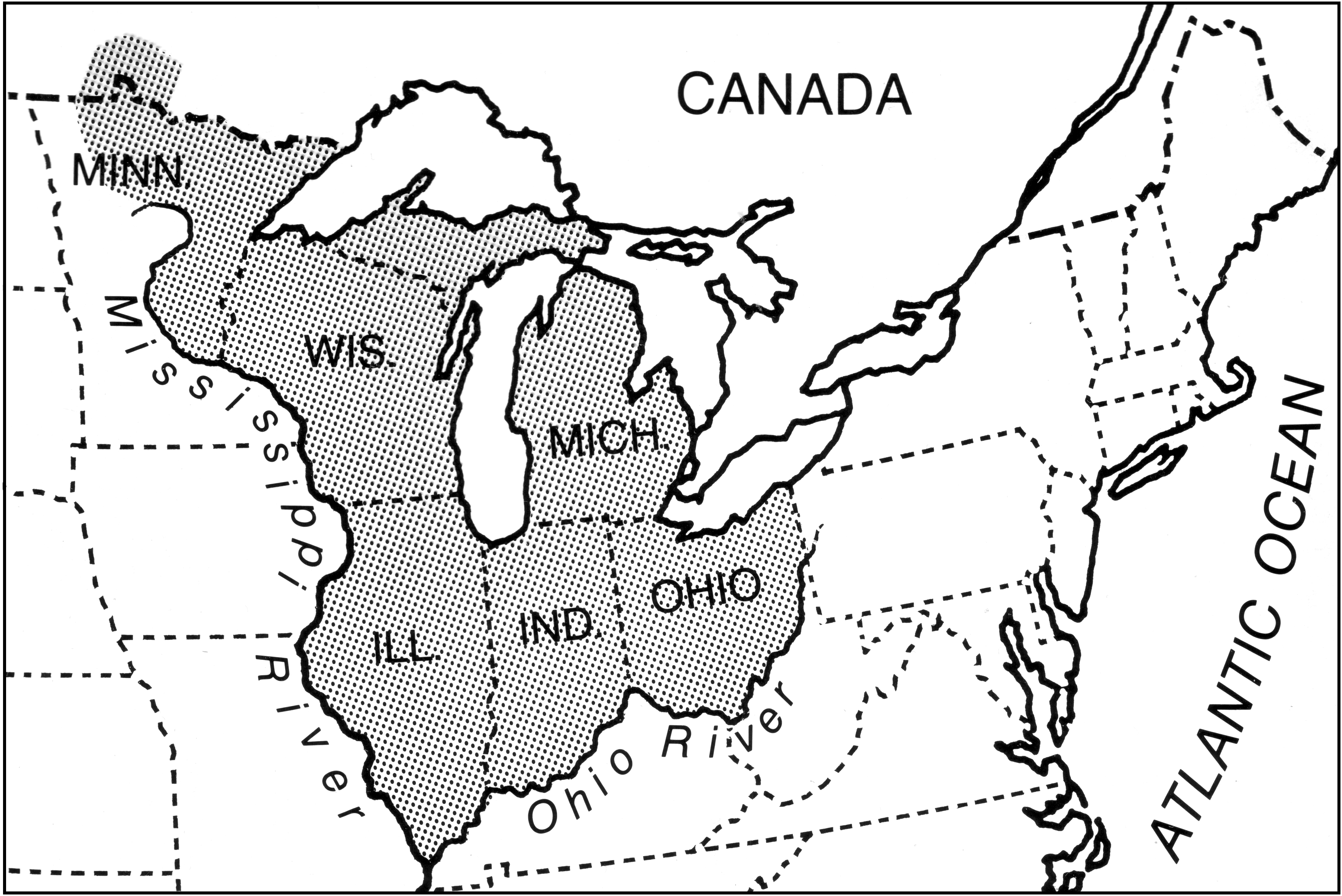
Nous Estats cretats per L'Ordenança del Nord-oest: Minesota (Minn.), Winconsin (Wis.), Illinois (Ill.), Michigan (Mich), Indiana (Ind.) i Ohio.

L'Ordenança del Nord-oest de 1787 va establir el concepte de propietat en ple domini (fee simple), segons el qual la propietat era perpètua i atorgava un poder il·limitat per vendre-la o cedir-la. Aquest principi va ser considerat la “primera garantia de la llibertat de contracte als Estats Units”.

### Abolició i transferència de les reclamacions estatals
L'aprovació de l’ordenança, que cedia totes les terres no poblades al govern federal i establia el domini públic, va tenir lloc després que els estats renunciessin a totes les seves reclamacions sobre aquest territori. Els territoris havien de ser administrats directament pel Congrés, amb la intenció que eventualment fossin admesos com a nous estats creats. Aquesta legislació va ser revolucionària perquè establia el precedent que les noves terres serien gestionades pel govern central —encara que fos de manera temporal— en lloc de quedar sota la jurisdicció dels estats originals, que eren sobirans segons els Articles de la Confederació. L’ordenança també trencava amb el precedent colonial en definir l’ús futur de les rutes naturals de navegació, transport i comunicació, anticipant futures adquisicions més enllà dels territoris del Nord-oest i establint una política federal.

### Admissió de nous estats
L’objectiu principal de la legislació era establir la creació de nous estats en aquesta regió. Es preveia que s’hi formarien almenys tres, però no més de cinc estats, i que, un cop un d’aquests assolís una població de 60.000 habitants, seria admès amb representació al Congrés Continental en igualtat de condicions amb els tretze estats originals. El primer estat creat a partir del Territori del Nord-oest va ser Ohio, l’any 1803, i la resta del territori va passar a anomenar-se Territori d’Indiana. Els altres quatre estats van ser Indiana, Illinois, Michigan i Wisconsin. Una part (aproximadament un terç) del que més endavant esdevindria Minnesota també formava part d’aquest territori.

### Establiment de drets naturals
Les disposicions sobre drets naturals incloses en l’ordenança anticipaven la Declaració de Drets (Bill of Rights), és a dir, els deu primers esmenes de la Constitució dels Estats Units. Molts dels conceptes i garanties de l’Ordenança de 1787 van ser incorporats tant a la Constitució com a la Declaració de Drets. Al Territori del Nord-oest s’hi van consagrar diversos drets legals i de propietat, es va proclamar la tolerància religiosa i es va establir que, atès que «la religió, la moral i el coneixement són necessaris per a un bon govern i per a la felicitat de la humanitat, s’hauran d’encoratjar per sempre les escoles i els mitjans d’educació.» La garantia de l’habeas corpus va quedar recollida a la carta fundacional, així com la llibertat religiosa i la prohibició de multes excessives i de càstigs cruels i inusuals. També s’hi reconeixien el dret a judici amb jurat i la prohibició de lleis retroactives (ex post facto).

### Prohibició de l'esclavitud
El text de l’Ordenança prohibeix explícitament l’esclavitud, però també inclou una clàusula clara sobre els esclaus fugitius. L’any 1802, es va intentar introduir una forma limitada d’esclavitud a la constitució proposada per a Ohio, però la proposta va ser denegada gràcies, en gran part, a l’esforç liderat per Ephraim Cutler, representant de Marietta, la ciutat fundada per l'Ohio Company.
Els intents durant la dècada de 1820 per part de defensors de l’esclavitud de legalitzar-la a Illinois i Indiana van fracassar. Tot i això, una llei sobre “serveis per contracte” va permetre que alguns esclavistes hi portessin esclaus sota aquesta figura legal, que impedia que fossin comprats o venuts. Els estats del Sud van votar a favor de la llei perquè no volien competir amb el territori en el cultiu del tabac, un producte molt intensiu en mà d’obra i que només era rendible si es cultivava amb treball esclau. A més, el poder polític dels estats esclavistes quedaria equilibrat, atès que l’any 1790 hi havia tres estats esclavistes més que no pas estats lliures.
La Tretzena Esmena, ratificada l’any 1865 i que va abolir l’esclavitud a tots els Estats Units, cita textualment l’article 6 de l’Ordenança del Nord-oest.

### Efectes sobre els nadius americans
En dues parts diferents, l’Ordenança del Nord-oest fa referència als nadius americans de la regió. Una d’elles tracta sobre la delimitació de comtats i municipis a partir de terres que es considerava que els indis havien perdut o cedit el títol de propietat:
«Secció 8. Per tal de prevenir delictes i perjudicis, les lleis que s’adoptin o es dictin tindran vigència a totes les parts del districte, i per a l’execució dels procediments, tant penals com civils, el governador establirà les divisions corresponents. A més, haurà de procedir, segons ho requereixin les circumstàncies, a delimitar les parts del districte on els títols dels indis hagin estat extingits, dividint-les en comtats i municipis, sense perjudici, però, de les modificacions que posteriorment pugui introduir la legislatura.»
L'altra descriu la relació preferent amb els indis:
«Article III. Atès que la religió, la moral i el coneixement són necessaris per a un bon govern i per a la felicitat de la humanitat, s’hauran d’encoratjar per sempre les escoles i els mitjans d’educació. Caldrà observar sempre la màxima bona fe envers els indis; les seves terres i propietats no els seran mai preses sense el seu consentiment; i els seus béns, drets i llibertats no seran mai vulnerats ni alterats, llevat que sigui en guerres justes i legals autoritzades pel Congrés. Tanmateix, es dictaran periòdicament lleis fonamentades en la justícia i la humanitat per evitar que se’ls facin greuges i per preservar la pau i l’amistat amb ells.»
Molts nadius americans d’Ohio que no havien participat en els tractats signats després de la Guerra d’Independència es van negar a reconèixer la cessió de les terres situades al nord del riu Ohio que ells habitaven. En un conflicte conegut com la Guerra Ameríndia del Nord-oest, els cabdills Blue Jacket, dels shawnees, i Little Turtle, dels miamis, van formar una confederació per aturar l’expropiació del territori per part dels blancs. Després que la confederació indígena causés més de 800 baixes a l’exèrcit nord-americà en dues batalles —les pitjors derrotes mai patides pels Estats Units en conflictes amb nacions indígenes—, el president George Washington va encomanar al general Anthony Wayne el comandament d’un nou exèrcit, que finalment va derrotar la confederació índia i va permetre als euroamericans continuar colonitzant el territori.